# Джордж, Даниэлла
Даниэлла Джордж (Danielle Amanda George; род. 1976, Ньюкасл-апон-Тайн, Англия) — британский учёный-инженер и популяризатор науки. Доктор философии (2006), профессор Манчестерского университета, прежде инженер Обсерватории Джодрелл-Бэнк (до 2006).
Лауреат премии Майкла Фарадея Лондонского королевского общества (2018).

## Биография
Ещё в школе увлеклась астрономией.
Окончила Манчестерский университет Виктории (бакалавр астрофизики, 1997; магистр радиоастрономии, 1998). После магистратуры устроилась инженером в Обсерваторию Джодрелл-Бэнк и работала там в этом качестве до 2006 года. В 2006 году получила степень доктора философии по электроинженерии в University of Manchester Institute of Science and Technology. В том же 2006 году поступила преподавателем в Манчестерский университет, где ныне профессор (с 2014).
Активная участница проекта Square Kilometre Array.
В 2017 году президент Association for Science Education.
В 2014 году удостоилась чтения Royal Institution Christmas Lectures.
Отмечена Royal Academy of Engineering Rooke Award (2016).
MBE.
Замужем.